# Phormia regina
Phormia regina é uma espécie de mosca pertencente à família Calliphoridae. A espécie é comumente encontrada nos Estados Unidos, no sul do Canadá e em partes do norte da Europa. Embora algumas autoridades combinem o grupo das Calliphoridae com o grupo das Sarcophagidae na família Metopiidae, os traços físicos fundamentais distinguíveis permitem esta separação. Pesquisadores da escola de ciências da Universidade de Indiana sequenciaram o genoma da mosca, que é um inseto com aplicações ambientais, médicas e forenses.